# (43806) Augustepiccard
(43806) Augustepiccard ist ein Asteroid des Hauptgürtels, der am 13. September 1991 von den deutschen Astronomen Freimut Börngen und Lutz D. Schmadel an der Thüringer Landessternwarte Tautenburg (IAU-Code 033) im Tautenburger Wald in Thüringen entdeckt wurde.
Der Asteroid wurde am 20. November 2002 nach dem Schweizer Wissenschaftler, Physiker (Experimentalphysik) und Erfinder Auguste Piccard (1884–1962) benannt, der sowohl die Stratosphäre als auch die Tiefsee erforschte und dabei diverse Rekorde aufstellte. (1932 den damaligen Höhenweltrekord mit 16.940 Metern (geometrische Messung), 1953 mit dem von ihm entwickelten Bathyscaph Trieste eine Tauchtiefe von 3150 Metern)